# Munidopsis depressa
Munidopsis depressa är en kräftdjursart som beskrevs av Faxon 1893. Munidopsis depressa ingår i släktet Munidopsis och familjen trollhumrar. Inga underarter finns listade i Catalogue of Life.